# Mainz-Bingen
Mainz-Bingen é um distrito (kreis ou landkreis) da Alemanha localizado no estado da Renânia-Palatinado.

## História
Durante a ocupação francesa sob Napoleão, o distrito fazia parte do departamento de Donnersberg (francês: Mont-Tonnerre). Após o Congresso de Viena, a região ao norte do rio Nahe passou para a província prussiana do Reno, a maior parte, entretanto, tornou-se parte do Grão-ducado de Hesse e foi chamada Hesse-Renânia. Em 1835, quando a província de Hesse-Renânia foi abolida, o distrito de Mainz foi criado. Em 1852, o distrito de Oppenheim foi criado, incorporando parte da área do distrito de Mainz, porém, em 1938, este distrito foi abolido novamente. O distrito passou a ter os atuais limites em 1969, quando os distritos de Mainz e Bingen foram unidos.

## Cidades e municípios
| Cidades                                  | Municípios   |
| ---------------------------------------- | ------------ |
| 1. Bingen am Rhein 2. Ingelheim am Rhein | 1. Budenheim |

| Verbandsgemeinden (associações municipais): | Verbandsgemeinden (associações municipais): | Verbandsgemeinden (associações municipais): |
| --- | --- | --- |
| - 1. Bodenheim 1. Bodenheim¹ 2. Gau-Bischofsheim 3. Harxheim 4. Lörzweiler 5. Nackenheim - 2. Gau-Algesheim 1. Appenheim 2. Bubenheim 3. Engelstadt 4. Gau-Algesheim1, 2 5. Nieder-Hilbersheim 6. Ober-Hilbersheim 7. Ockenheim 8. Schwabenheim an der Selz - 3. Guntersblum 1. Dolgesheim 2. Dorn-Dürkheim 3. Eimsheim 4. Guntersblum¹ 5. Hillesheim 6. Ludwigshöhe 7. Uelversheim 8. Weinolsheim 9. Wintersheim | - 4. Heidesheim am Rhein 1. Heidesheim am Rhein¹ 2. Wackernheim - 5. Nieder-Olm 1. Essenheim 2. Jugenheim in Rheinhessen 3. Klein-Winternheim 4. Nieder-Olm1, 2 5. Ober-Olm 6. Sörgenloch 7. Stadecken-Elsheim 8. Zornheim - 6. Nierstein-Oppenheim 1. Dalheim 2. Dexheim 3. Dienheim 4. Friesenheim 5. Hahnheim 6. Köngernheim 7. Mommenheim 8. Nierstein 9. Oppenheim1, 2 10. Selzen 11. Undenheim | - 7. Rhein-Nahe sede: Bingen am Rhein 1. Bacharach² 2. Breitscheid 3. Manubach 4. Münster-Sarmsheim 5. Niederheimbach 6. Oberdiebach 7. Oberheimbach 8. Trechtingshausen 9. Waldalgesheim 10. Weiler bei Bingen - 8. Sprendlingen-Gensingen 1. Aspisheim 2. Badenheim 3. Gensingen 4. Grolsheim 5. Horrweiler 6. Sankt Johann 7. Sprendlingen¹ 8. Welgesheim 9. Wolfsheim 10. Zotzenheim |
| ¹sede do Verbandsgemeinde; ²cidade | | |